# Maßnahmengesetzvorbereitungsgesetz
Das Maßnahmengesetzvorbereitungsgesetz (Gesetz zur Vorbereitung der Schaffung von Baurecht durch Maßnahmengesetz im Verkehrsbereich; MgvG) war ein deutsches Bundesgesetz, dessen Gegenstand ein Verfahren war, um den Neu- und Ausbau sowie die Änderung bestimmter Verkehrsinfrastrukturprojekte nicht mehr durch einen Planfeststellungsbeschluss, sondern durch Gesetz zulassen zu können.
Bereits 1996 war das Bundesverfassungsgericht im Zusammenhang mit den Verkehrsprojekten Deutsche Einheit der Auffassung, auch Detailpläne im Bereich der anlagenbezogenen Fachplanung seien nicht der Exekutive vorbehalten, sondern auch einer gesetzlichen Regelung zugänglich, wenn für eine solche Legalplanung im Einzelfall gute Gründe bestehen.

## Inhalt
Insgesamt 12 Infrastrukturvorhaben den Bereichen Schiene und Wasserstraße hätten durch das Gesetz durch den Deutschen Bundestag abweichend von § 18 Abs. 1 Allgemeinen Eisenbahngesetz (AEG), § 14 Abs. 1 Bundeswasserstraßengesetz (WaStrG) durch Maßnahmengesetze anstatt behördlicher Verwaltungsakte zugelassen werden können (§ 2 Satz 1 MgvG).
Das Gesetzgebungsverfahren ist an das Planfeststellungsverfahren der §§ 72 bis 78 VwVfG angelehnt und sieht eine frühe Öffentlichkeitsbeteiligung sowie ein Anhörungsverfahren vor (§§ 5 und 7 MgvG).
Das Bundesministerium für Verkehr und digitale Infrastruktur durfte entscheiden, für Projekte, für die bereits ein Planfeststellungsverfahren eingeleitet worden ist, das Zulassungsverfahren nach dem MgvG fortzuführen (§ 14 MgvG).
Das Maßnahmengesetzvorbereitungsgesetz wurde durch Artikel 13 des am 20. Oktober 2023 beschlossenen Gesetzes zur Beschleunigung von Genehmigungsverfahren im Verkehrsbereich und zur Umsetzung der Richtlinie (EU) 2021/1187 über die Straffung von Maßnahmen zur rascheren Verwirklichung des transeuropäischen Verkehrsnetzes vom 22. Dezember 2023 (BGBl. I Nr. 409) aufgehoben.

## Kritik
Ob der gegen Gesetze nicht mögliche Zugang zu den Verwaltungsgerichten mit dem Prinzip des effektiven Rechtsschutzes, insbesondere der Aarhus-Konvention, der EU-Richtlinie über die Umweltverträglichkeitsprüfung (UVP-Richtlinie) sowie der dazu ergangenen Rechtsprechung des Europäischen Gerichtshofs vereinbar ist, war bereits im Gesetzgebungsverfahren umstritten. Der Bundesrat hatte Zweifel, ob eine Verfassungsbeschwerde, die in einem Verfahren gegen ein Gesetz der einzig mögliche Rechtsbehelf ist, den europarechtlichen Vorgaben genügt. Denn die einfachgesetzlichen Fragen, ob insbesondere die Ziele der UVP-Richtlinie verwirklicht werden, sind der verfassungsgerichtlichen Prüfung entzogen mit der Folge, dass eventuelle Rechtsverstöße folgenlos bleiben würden. Nach Auffassung der Bundesregierung ist das MvgG nach einem von Jan Ziekow erstellten Rechtsgutachten dagegen europarechtskonform. Der Ausschuss für Verkehr und digitale Infrastruktur des Deutschen Bundestages war bei einer Anhörung geteilter Meinung. Der Vermittlungsausschuss wurde nicht einberufen.
Die EU-Kommission beschloss am 9. Juni 2021, wegen des MgvG ein Vertragsverletzungsverfahren gegen die Bundesrepublik zu eröffnen. Aus ihrer Sicht schränkte das Gesetz das Klagerecht von Einzelpersonen und Verbänden gegen Verkehrsprojekte zu stark ein.